# 方良節
方良節（1464年—1516年），字介卿，號雪筠，福建興化府莆田縣人，民籍，明朝政治人物。

## 生平
成化二十二年（1486年）丙午科福建鄉試第三名舉人，弘治三年（1490年）庚戌科進士。授南京户部云南司主事，歷任陕西司员外郎，轉禮部主客司郎中，弘治八年（1506年）任台州府知府，丁父憂歸。服闋，正德元年（1506年）任惠州府知府，升廣東右參政，分司岭東。以剿贼功，官至廣東左布政使。正德十一年（1516年）秋入觐京师，中途在韶州白沙去世。

## 家族
曾祖方孟章；祖父方象輝；父方朝深，號质菴；母陳氏。子方重熙，正德丙子舉人。次重绍、重耿。孫攸暨、攸芋、攸躋、攸宁、攸宜、攸居。
兄方良永，中同榜進士，官至應天巡撫。